# The Irish Rovers
The Irish Rovers é uma banda canadense de música tradicional irlandesa, formada em 1963 em Toronto.

## Discografia

### Albums
| Ano  | Album                                       | Chart Positions | Chart Positions | Chart Positions | Chart Positions | Chart Positions |
| Ano  | Album                                       | CAN             | CAN Country     | US              | US Country      | US World        |
| ---- | ------------------------------------------- | --------------- | --------------- | --------------- | --------------- | --------------- |
| 1966 | The First of the Irish Rovers               | —               | —               | —               | —               | —               |
| 1967 | The Unicorn                                 | —               | —               | 24              | —               | —               |
| 1968 | All Hung Up                                 | —               | —               | 119             | —               | —               |
| 1969 | The Life of the Rover                       | —               | —               | —               | —               | —               |
| 1969 | Tales to Warm Your Mind                     | —               | —               | 182             | —               | —               |
| 1971 | On the Shores of Americay                   | 73              | —               | —               | —               | —               |
| 1972 | The Best of the Irish Rovers                | —               | —               | —               | —               | —               |
| 1972 | The Irish Rovers Live                       | —               | —               | —               | —               | —               |
| 1973 | Emigrate! Emigrate!                         | —               | —               | —               | —               | —               |
| 1974 | Greatest Hits                               | —               | —               | —               | —               | —               |
| 1976 | Children of the Unicorn                     | —               | —               | —               | —               | —               |
| 1976 | The Irish Rovers in Australia               | —               | —               | —               | —               | —               |
| 1979 | Tall Ships and Salty Dogs                   | —               | —               | —               | —               | —               |
| 1980 | The Rovers                                  | 26              | 1               | —               | —               | —               |
| 1980 | Wasn't That a Party                         | —               | —               | 157             | 38              | —               |
| 1981 | No More Bread and Butter                    | —               | —               | —               | —               | —               |
| 1982 | Party Album                                 | —               | —               | —               | —               | —               |
| 1982 | Pain in My Past                             | —               | —               | —               | —               | —               |
| 1982 | It Was a Night Like This                    | —               | —               | —               | —               | —               |
| 1984 | Twentieth Anniversary                       | —               | —               | —               | —               | —               |
| 1985 | Party with the Rovers                       | —               | —               | —               | —               | —               |
| 1989 | Hardstuff                                   | 67              | —               | —               | —               | —               |
| 1989 | Silver Anniversary                          | —               | —               | —               | —               | —               |
| 1992 | The Boys Come Rolling Home                  | —               | —               | —               | —               | —               |
| 1993 | Years May Come, Years May Go                | —               | —               | —               | —               | —               |
| 1994 | Celebrate! The First 30 Years               | —               | —               | —               | —               | —               |
| 1995 | Celtic Collection: The Next Thirty Years    | —               | —               | —               | —               | —               |
| 1996 | The Irish Rovers' Gems                      | —               | —               | —               | —               | —               |
| 1998 | Come Fill Up Your Glasses                   | —               | —               | —               | —               | —               |
| 1999 | Best of the Irish Rovers                    | 93              | —               | —               | —               | 14              |
| 1999 | Songs of Christmas                          | —               | —               | —               | —               | —               |
| 2000 | Down by the Lagan Side                      | —               | —               | —               | —               | —               |
| 2002 | Another Round                               | —               | —               | —               | —               | —               |
| 2003 | Live in Concert                             | —               | —               | —               | —               | —               |
| 2005 | 40 Years a-Rovin'                           | —               | —               | —               | —               | —               |
| 2007 | Still Rovin' After All These Years          | —               | —               | —               | —               | —               |
| 2010 | Gracehill Fair                              | —               | —               | —               | —               | —               |
| 2011 | Home in Ireland                             | —               | —               | —               | —               | 11              |
| 2011 | Merry Merry Time of Year                    | —               | —               | —               | —               | —               |
| 2012 | Drunken Sailor                              | —               | —               | —               | —               | —               |
| 2014 | 50 Years                                    | —               | —               | —               | —               | —               |
| 2015 | Songs for the Wee Folk                      | —               | —               | —               | —               | —               |
| 2016 | 50th Anniversary, LIVE on St. Patrick's Day | —               | —               | —               | —               | —               |
| 2017 | The Unicorn, The Continuing Story           | —               | —               | —               | —               | —               |
| 2019 | Up Among the Heather, The Scottish Album    | —               | —               | —               | —               | —               |
| 2020 | Saints And Sinners                          | —               | —               | —               | —               | —               |
| 2022 | No End In Sight                             | —               | —               | —               | —               | —               |

### Singles
| Ano  | Single                                         | Chart Positions | Chart Positions | Chart Positions | Chart Positions | Chart Positions | Chart Positions | Chart Positions |
| Ano  | Single                                         | CAN             | CAN AC          | CAN Country     | AUS             | IRL             | US              | US AC           |
| ---- | ---------------------------------------------- | --------------- | --------------- | --------------- | --------------- | --------------- | --------------- | --------------- |
| 1967 | "Orange & Green"                               | —               | —               | —               | —               | —               | —               | —               |
| 1968 | "The Unicorn"                                  | 4               | —               | —               | —               | 5               | 7               | 2               |
| 1968 | "Black Velvet Band"                            | —               | —               | —               | —               | —               | —               | —               |
| 1968 | "Whiskey on a Sunday (The Puppet Song)"        | 34              | —               | —               | —               | —               | 75              | 9               |
| 1968 | "The Biplane, Ever More"                       | 50              | —               | —               | —               | —               | 91              | 13              |
| 1968 | "The Rovers Street Song Medley" (Unreleased)   | —               | —               | —               | —               | —               | —               | —               |
| 1969 | "Lily the Pink"                                | 38              | 7               | —               | —               | —               | 113             | 15              |
| 1969 | "Peter Knight"                                 | 98              | —               | —               | —               | —               | —               | —               |
| 1969 | "Did She Mention My Name"                      | —               | —               | —               | —               | —               | —               | —               |
| 1970 | "Rhymes and Reasons"                           | 76              | 11              | —               | 83              | —               | —               | —               |
| 1970 | "Years May Come, Years May Go"                 | 92              | 9               | —               | —               | —               | —               | —               |
| 1972 | "Lord of the Dance"                            | —               | 26              | —               | —               | —               | —               | —               |
| 1973 | "Morningtown Ride"                             | 83              | 39              | —               | —               | —               | —               | —               |
| 1974 | "The Gypsy"                                    | —               | 30              | —               | —               | —               | —               | —               |
| 1980 | "Wasn't That a Party" (credited as The Rovers) | 3               | 1               | 9               | 61              | —               | 37              | 46              |
| 1981 | "Mexican Girl"                                 | —               | 6               | 43              | —               | —               | —               | —               |
| 1981 | "Chattanoogie Shoe Shine Boy"                  | —               | 10              | —               | —               | —               | —               | —               |
| 1982 | "Pain in My Past"                              | —               | —               | 39              | —               | —               | —               | —               |
| 1982 | "People Who Read People Magazine"              | —               | —               | —               | —               | —               | —               | —               |
| 1982 | "Grandma Got Run Over by a Reindeer"           | —               | 20              | —               | —               | —               | —               | —               |
| 1985 | "Everybody's Making It Big but Me"             | —               | 10              | 38              | —               | —               | —               | —               |
| 1989 | "Other Side of the Evening", "Finnegan's Wake" | —               | —               | —               | —               | —               | —               | —               |
| 1989 | "All Sing Together", "Paddy on the Turnpike"   | —               | —               | —               | —               | —               | —               | —               |
| 2012 | "The Titanic"                                  | —               | —               | —               | —               | —               | —               | —               |
| 2012 | "Whores and Hounds"                            | —               | —               | —               | —               | —               | —               | —               |
| 2020 | "The Irish Reggae Band"                        | —               | —               | —               | —               | —               | —               |                 |